# Convergencia para la Democracia Social
Convergencia Para la Democracia Social (CPDS), es un partido político socialdemócrata de Guinea Ecuatorial que se basa en los principios de respeto a los derechos humanos, igualdad, justicia social y solidaridad en un modelo de economía mixta. El partido fue creado en 1990 y legalizado en 1992 por un grupo de ecuatoguineanos regresados de las universidades Españolas, entre los que cabe destacar su primer Secretario General Amancio Gabriel Nse Angue, el actual ministro de Telecomunicaciones y Nuevas Tecnologías Celestino Bonifacio Bacalé, el exdiputado de la oposición en el parlamento nacional, Plácido Mico Abogo entre otros. El actual presidente del partido es Santiago Obama Ndong y su secretario general, Andrés Esono Ondó. Es un partido opositor al gobierno de Obiang y actualmente es el principal partido de la oposición en Guinea Ecuatorial. Forma parte de la Internacional Socialista. 

## Historia
CPDS nació en 1990 en la clandestinidad, pero su primera aparición pública como partido organizado fue el 1 de mayo de 1991 cuando escribieron un comunicado abierto al presidente Teodoro Obiang y se continuó con la puesta en circulación de su propio periódico, La Verdad, la respuesta del gobierno fue inmediata, se apresaron sospechosos de participar en la organización y se sacó el ejército a las calles de algunas ciudades. A mediados de 1992 se hacen reformas para legalizar partidos políticos en Guinea Ecuatorial, sin embargo, CPDS decide no legalizarse por considerar que esas leyes estaban viciadas, luego de unos cambios en noviembre de ese año Convergencia para la Democracia Social solicita ser legalizado. En diciembre de 1994 se hace la primera asamblea partidista o Congreso Constituyente para sentar las bases del partido, en esa oportunidad se eligió a Plácido Micó Abogo como Secretario General.
En noviembre de 1993 participó en las primeras elecciones multipartidistas desde el régimen de Francisco Macías Nguema, en ellas logró obtener 6 parlamentarios. 
En agosto de 1998 participó en el llamado "Pacto Democrático General para la Reconciliación Nacional, Gobernabilidad y Estabilidad Política de Guinea Ecuatorial", junto al Movimiento para la Autodeterminación de la Isla de Bioko (MAIB), Acción Popular de Guinea Ecuatorial (APGE) y el Partido de la Coalición Democrática de Guinea Ecuatorial (PCD). En las elecciones de marzo de 1999 obtuvo un representante. En 2001 se realiza el II Congreso Nacional donde se reafirma como Secretario General a Micó Abogo. El 9 de junio de 2002 Plácido Micó es acusado junto con otros 143 líderes de participar en un intento de Golpe de Estado y es condenado a 6 años de prisión, luego el 2 de agosto de 2003 es indultado por presiones que recibió el régimen desde el exterior. En las elecciones de abril de 2004, consiguió dos diputados en el parlamento, integrado por 100 miembros. En febrero de 2005 se reúne el III Congreso Nacional de CPDS donde se discute sobre la instauración de un sistema democrático en Guinea Ecuatorial a futuro, además de renovar la Comisión Ejecutiva Nacional. 
En las elecciones legislativas de 2008 obtuvieron sólo uno de los 100 escaños, por lo cual CPDS introdujo un recurso ante la Junta Electoral de Guinea Ecuatorial para que se repitieran las elecciones, sin embargo, el organismo electoral rechazó la solicitud.
En las elecciones presidenciales de 2009 llevó como candidato a Plácido Micó, quien obtuvo el 3,55% de los votos.
En las elecciones de 2013 obtuvo un escaño tanto en la Cámara de los Diputados como en el Senado. En diciembre de 2013 Andrés Esono Ondó fue elegido nuevo Secretario General de la CPDS, sucediendo a Plácido Mico.
Junto a la Unión de Centro Derecha (UCD), formaron la coalición "Juntos Podemos" para concurrir a los comicios legislativos de 2017. Dicha coalición no obtuvo diputados ni senadores, por lo que CPDS pasó a ser un partido extraparlamentario.
En marzo de 2018, CPDS celebró su VI Congreso. En dicha oportunidad, Andrés Esono fue reelegido como Secretario General del partido. El secretario general del PSOE Pedro Sánchez envió una carta de felicitación a Esono Ondó.
El 11 de junio Obiang convocó una Mesa de Diálogo Nacional (la sexta en la historia del país) para el mes de julio y en la que podrían participar todos los partidos políticos legalizados y no legalizados del país, así como formaciones opositoras en el exilio. Dicha convocatoria fue recibida con optimismo por Ciudadanos por la Innovación (CI) y con escepticismo por CPDS. CI y CPDS pusieron como condición para participar del proceso la liberación de los presos políticos, la participación de la sociedad civil y la presencia de la comunidad internacional. El Diálogo Nacional comenzó el día 16 de julio en el Palacio de Conferencias de Sipopo con la participación de 17 partidos políticos (incluido CPDS) y la ausencia de CI, que lamentó su exclusión. Durante el Diálogo, CPDS pidió la dimisión del Gobierno y el establecimiento de un gobierno de transición, propuesta que fue rechazada por el Ejecutivo. La formación también denunció la falta de democracia, las violaciones a los derechos humanos y la corrupción gubernamental. La Mesa de Diálogo fue finalmente extendida hasta el 23 de julio, en espera a que los participantes cerrasen acuerdos. Tras la clausura del proceso, se llegaron a acuerdos tales como mayor respeto a los derechos humanos, proyectos sobre asuntos culturales y construcción de escuelas públicas.   El Gobierno valoró positivamente la Mesa de Diálogo, y el presidente Obiang declaró sentirse satisfecho y alentado con el resultado de la misma. No obstante, partidos opositores como la CPDS y la Unión de Centro Derecha (UCD) consideraron el proceso como infructífero y se negaron a firmar el documento de acuerdos final. Días después se celebró una reunión entre el gobierno y todos los partidos políticos en la cual las autoridades intentaron convencer sin éxito a la CPDS y la UCD de firmar el documento.
En marzo de 2019, se denunció la detención arbitraria de dos dirigentes de CPDS. El juicio de uno de ellos, Joaquín Eló, inició en noviembre de 2019 en el marco de denuncia de irregularidades por parte del partido. Pese a no dictase nunca una sentencia, Eló continuó tras las rejas en la Prisión Playa Negra. Eló fue finalmente liberado el 14 de febrero de 2020 luego de acordarse esto en una reunión entre Obiang y una delegación de CPDS. Junto a Eló fue también liberado el dirigente de CPDS Luis Mba Esono. Gracias a la intercesión de la CPDS, poco tiempo después también fueron liberados otros cinco presos políticos.
En las elecciones generales de 2022, la CPDS presentó la candidatura presidencial de Esono Ondó, quien obtuvo apenas el 2,31% de los votos. En las elecciones parlamentarias, el partido no obtuvo escaños. CPDS rechazó los resultados electorales y denunció los comicios como fraudulentos.

## Estructura del partido
- Congreso: integrado por Agrupaciones Regionales y distritales.
- Consejo Nacional: máximo órgano del partido entre congresos.
- Comisión Ejecutiva Nacional: órgano de gobierno del partido, está integrado por:

Presidente
Secretario General (líder)
Vicesecretario General
12 Secretarios con Área
12 Secretarios sin Área
- Comisión Nacional de Conflictos
- Comisión Nacional Revisora de Cuentas
- Agrupaciones Regionales (existen dos, Bioko-Annobón y Río Muni)
- Agrupaciones Distritales
- Células